# Arusha-Deklaration

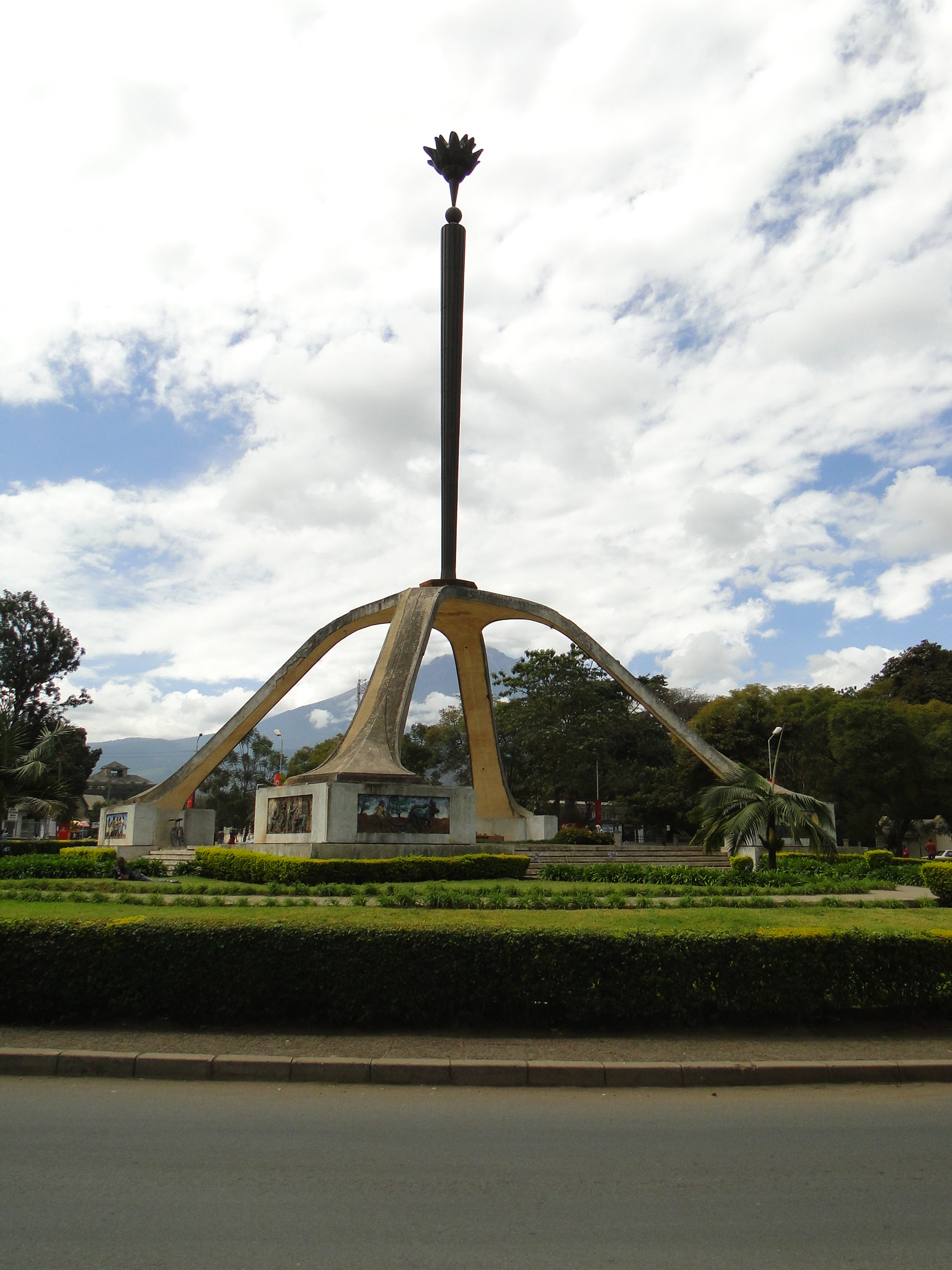
Denkmal zur Deklaration in Arusha

Die Arusha-Deklaration (vollständiger englischer Titel The Arusha Declaration: A Declaration Outlining Tanzania’s Policy on Socialism and Self-Reliance; deutsch etwa „Die Arusha-Deklaration: Eine Erklärung zu Tansanias Politik des Sozialismus und der Selbstständigkeit“) war eine politische Initiative des damaligen Staatspräsidenten Tansanias, Julius Nyerere. Sie wurde am 5. Februar 1967 in Arusha proklamiert. Ziel der Initiative war die Schaffung eines an die Verhältnisse in Afrika angepassten Sozialismus, auf Swahili ujamaa genannt, sowie die Erlangung von „Self-reliance“, kujitegemea. Sie basierte auf vier Säulen (Volk, Grund und Boden, gerechte Politik und gute Regierungsführung). Die Deklaration bildete bis Mitte der 1980er Jahre die Leitlinie der tansanischen Politik.

## Arusha Declaration Museum
Zur Erinnerung an die Erklärung wurde 1977 das Arusha Declaration Museum errichtet. Es zeigt auf circa 500 Quadratmetern Exponate, die mit der Erklärung in Zusammenhang stehen. Zudem beherbergt es wechselnde Ausstellungen zur tansanischen Geschichte. Das Museum befindet sich in Arusha in demselben Gebäude, in dem die Arusha-Deklaration von der damaligen Regierungspartei Tanganyika African National Union (TANU) beschlossen worden war.